# コンチネンタル・エクスプレス

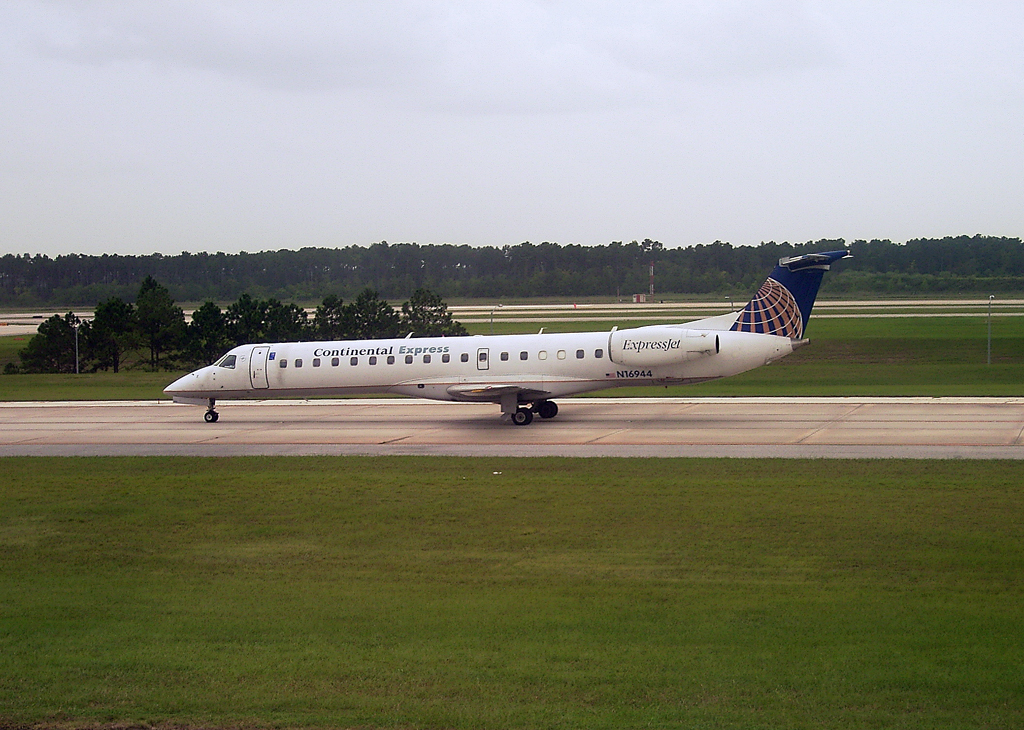
エクスプレスジェット航空運用のERJ145

コンチネンタル・エクスプレス (Continental Express) とは、2社の地域航空会社がコンチネンタル航空のために地域路線の運航を行っていた名称である。 これらの航空会社はコンチネンタル航空の便名でコンチネンタル航空のハブ空港と地方空港の間の路線を小型ジェット機などで運航していた。2010年10月1日のユナイテッド航空とコンチネンタル航空の合併により、ユナイテッド・エクスプレスへ統合された。

## 主な就航地

### ハブ空港
- ニューヨーク（ニューアーク）（ニュージャージー州）
- クリーブランド（オハイオ州）
- ヒューストン（テキサス州）

### その他の主要就航地
- フェニックス（アリゾナ州）
- デンバー（コロラド州）
- オタワ（カナダ）
- ロスカボス（メキシコ）

など各地(詳しくはContinental Express destinationsを参考)